# Henryk Jackowski-Nostitz

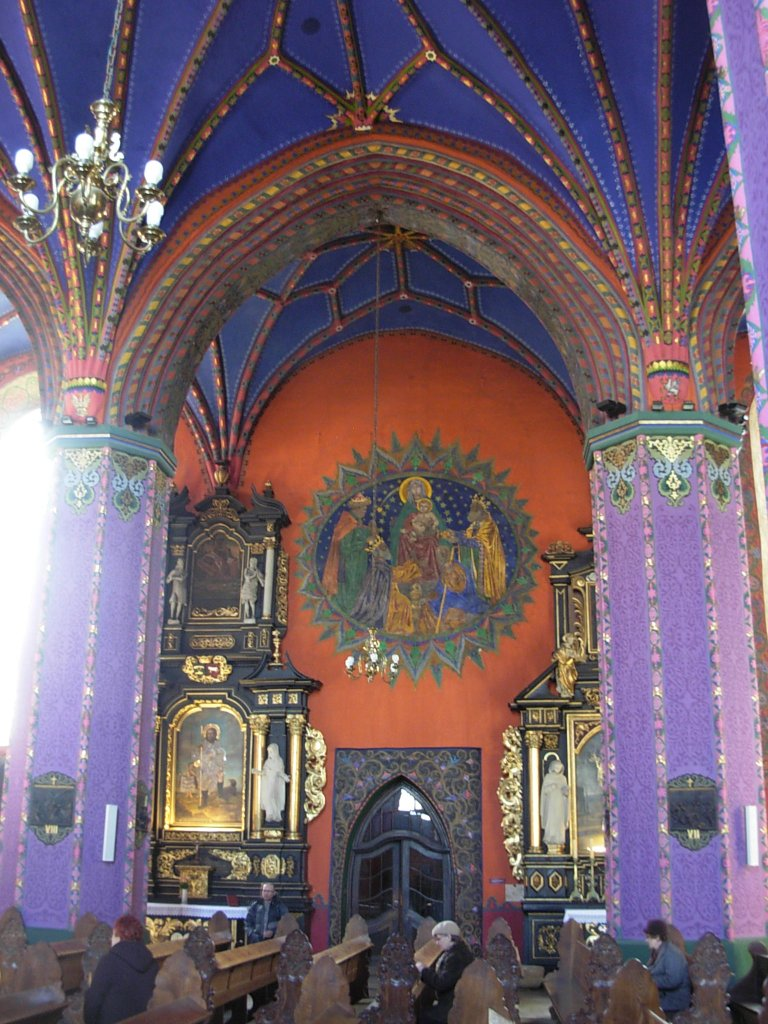
Polichromia (1922-1925) wykonana przez Henryka Nostitz-Jackowskiego w katedrze w Bydgoszczy

Henryk Nostitz-Jackowski (ur. 2 stycznia 1885 w Jabłowie, zm. 14 marca 1948 w Poznaniu) – polski malarz i witrażysta, założyciel i główny projektant pracowni artystycznej Polichromia.

## Życiorys
Syn Teodora Nostitz-Jackowskiego h. Ryś (1831–1885) i Heleny Julii Guttry (ur. 1851). Gimnazjum ukończył w Poznaniu. W latach 1905–1908 studiował na Akademii Sztuk Pięknych w Monachium, później do 1912 studiował malarstwo w Paryżu.
W 1912 założył w Poznaniu, wraz z W. Gosienickim i A. Rejmanem, pracownię malarstwa kościelnego i witrażownictwa Polichromia. Członek założyciel grupy artystów wielkopolskich Plastyka. Członek Rady Artystycznej Miasta Poznania oraz Zarządu Towarzystwa Przyjaciół Sztuk Pięknych.
Podczas I wojny światowej służył w wojski niemieckim. Uczestnik powstania wielkopolskiego i walk na froncie zachodnim. Służył w wojsku polskim do 1922. W 1925 współzałożył grupę artystów wielkopolskich „Plastyka” i przez 7 lat był jej prezesem.
W 1939 uczestniczył w obronie Warszawy.
Zmarł 14 marca 1948 w Poznaniu. Pochowany na cmentarzu parafialnym Lutycka w Poznaniu (kwatera św. Barbary-13-22).

## Dzieła
Autor ok. 200 witraży, w tym m.in. witraż ze scenami z powstania wielkopolskiego (z 1924) oraz spotkania królowej Jadwigi z delegacją krzyżacką (z 1927) z kościoła św. Mikołaja w Inowrocławiu, witraży na klatce schodowej w dawnej Kasie Chorych przy ul. Uniwersyteckiej w Toruniu. Wykonał polichromie m.in. w kościele św. Wojciecha w Poznaniu, kościele św. Stanisława BM (ob. konkatedra) w Ostrowie Wlkp., kościele św. Mikołaja i św. Marcina (ob. katedra) w Bydgoszczy.

## Ordery i odznaczenia
- Złoty Krzyż Zasługi (11 listopada 1936)[4]

## Życie prywatne
Spokrewniony z Henrykiem Jackowskim SJ. 
Jedną z jego czterech sióstr była Aleksandra Szyperska.